# Heuchera versicolor
Heuchera versicolor là một loài thực vật có hoa trong họ Saxifragaceae. Loài này được Greene miêu tả khoa học đầu tiên năm 1905.